# Synsepalum buluensis
Synsepalum buluensis är en tvåhjärtbladig växtart som först beskrevs av S. Greves, och fick sitt nu gällande namn av Ined. Synsepalum buluensis ingår i släktet Synsepalum och familjen Sapotaceae. Inga underarter finns listade i Catalogue of Life.